# Brzinomjer zrakoplova
Brzinomjer  je instrument koji mjeri brzinu zrakoplova na osnovi razlike ukupnog i statičkog tlaka.

## Brzinomjeri s Pitot cijevi
Brzinomjer s Pitot-cijevi koristi se kod svih suvremenih zrakoplova i jedrilica. Sastoji se od Pitot-cijevi (davača) i samog brzinomjera (pokazivača). Princip rada zasniva se na mjerenju dinamičkog tlaka koji zavisi od kvadrata brzine i gustoće zraka. Shematski prikaz ovog brzinomjera prikazuje slika. Na vrhu Pitot-cijevi, koja je ugrađena tako da joj se uzdužna os poklapa s pravcem brzine, nalazi se otvor, uvodnik totalnog tlaka. 
Otvor je pomoću crijeva (1) spojen s unutrašnjošću kapsule (4). Kapsula je ugrađena u hermetičku kutiju brzinomjera (5) koja je pomoću crijeva (2) spojena sa statičkom komorom Pitot-cijevi, a ova je preko niza otvora u vidu vijenca (3) u vezi s atmosferom. Otvori (3) se nalaze na bočnom zidu Pitot-cijevi i kako su im osi okomite na pravac brzine to promjena brzine nema nikakvog utjecaja na veličinu tlaka u statičkoj komori Pitot-cijevi, a time i hermetičkoj kutiji brzinomjera. Ovo je u stvari, statički tlak zraka koji vlada na visini leta. Ovakvom shemom se postiglo da kapsula brzinomjera s vanjske strane bude izložena djelovanju statičkog, a s unutarnje totalnog tlaka zraka. Pošto je totalni tlak ravan zbroju statičkog i dinamičkog, djelovanje statičkog tlaka se na kapsulu poništava te se ona deformira jedino pod djelovanjem dinamičkog tlaka. Deformacija kapsule se transformira putem prijenosnog mehanizma u odgovarajući otklon kazaljke koja na specijalno baždarenoj skali direktno pokazuje relativnu brzinu zrakoplova.

## Brzinomjeri s Venturi-cijevi
Venturi-cijev mjeri pad tlaka u njenom suženom dijelu kroz koji struji zrak. Pošto pad tlaka ovisi o brzini njegovog strujanja (Bernoullijev zakon) preko kapsle se može podesiti precizan manometar. Ovakav je instrument znatno osjetljiviji od Pitot-cijevi i koristi se pri mjerenju brzina ispod 200 km/h. Najčešće se ugrađuju na jedrilice. Venturi- cijev i Pitot cijev moraju biti postavljene na dijelu zrakoplova gdje njegovi oblici još nisu poremetili strujanje zraka.

## Indicirana i druge brzine
Brzina koju mjeri brzinomjer se naziva indicirana brzina (engl.: Indicated Airspeed, IAS). Kako se pri različitim brzinama i položajima zrakoplova na njemu pomiču stagnacijske linije, stoga se na mjestima statičkih otvora pojavljuje ne samo statički tlak, nego i manji dio dinamičkog tlaka. Također, pri različitim položajima zrakoplova (npr. s ili bez izvučenih zakrilaca) niti Pitot-cijev više nije usmjerena točno u struju zraka, pa ukupni tlak koji se na njoj prikupi nije ujedno stagnacijski tlak. Posljedično indicirana brzina nije točna brzina kojom se zrakoplov kreće.
U tu svrhu se nakon ugradnje brzinomjera provodi kalibracija, gdje se tako nastale greške mjere, te se zatim iskazuju kao popis (obično tablica) ispravaka koje pilot treba pribrojiti na indiciranu brzinu. Tako ispravljena brzina se naziva kalibrirana brzina (engl.: Calibrated Airspeed, CAS).
Dodatni čimbenik koji unosi grešku u mjerenje je promjene gustoće odnosno temperature sredstva. Kada se u kalibriranu brzinu doda ispravka zbog promjene gustoće sredstva, tako ispravljena brzina se naziva stvarna brzina (engl.: True Airspeed, TAS).
Sve gore navedene brzine govore o brzini kojom se zrakoplov kreće kroz zrak, i ona je važna za ponašanje zrakoplova. No za navigacijske potrebe, npr. trajanje putovanja, je potrebno uzeti u obzir i to da se zrak kroz koji zrakoplov putuje također brže ili sporije pomiče preko Zemlje, što je dakle vjetar. Kada se brzini zrakoplova pribroji utjecaj vjetra, dobiva se brzina preko zemlje (engl.: Groud Speed GS).